# Шанхай (футбольный клуб, Слуцк)
«Шанхай» (бел. «Шанхай») — белорусский футбольный клуб из города Слуцка.

## История
Футбольный клуб из города Слуцка. Первые упоминания о клубе были в советское довоенное время, в конце 1930 годов, когда под эгидой добровольного спортивного общества «Спартак» лучшие игроки Слуцка были собраны в сборную города, которая получила одноимённое название. После войны на базе городских предприятий была собрана сборная команда города. В 1970 году клуб выиграл первенство Минской области, что позволило слуцкому клубу подать заявку для участия в чемпионате БССР.
В 2021 году заявился во Вторую лигу. Главным тренером клуба стал Сергей Малашко, которого летом 2021 года заменил Олег Крот. В дебютном сезоне клуб занял 17 место в дивизионе Минской области. Затем клуб продолжал выступать в третьем дивизионе белорусского футбола. В 2023 году клуб сменил название на «Строитель», однако затем стал выступать под названием «Шанхай», в честь прозвища, данного одиннадцатому военному городку Слуцка, из-за удалённости от центра города.

## Названия
- «Спартак» (1930-е—2022)
- «Шанхай» (с 2023)

## Главные тренеры
| Главный тренер          | Период работы |
| ----------------------- | ------------- |
| Сергей Игоревич Малашко | 2021          |
| Олег Юрьевич Крот       | 2021—н. в.    |